# Chủ đề LGBT trong thần thoại

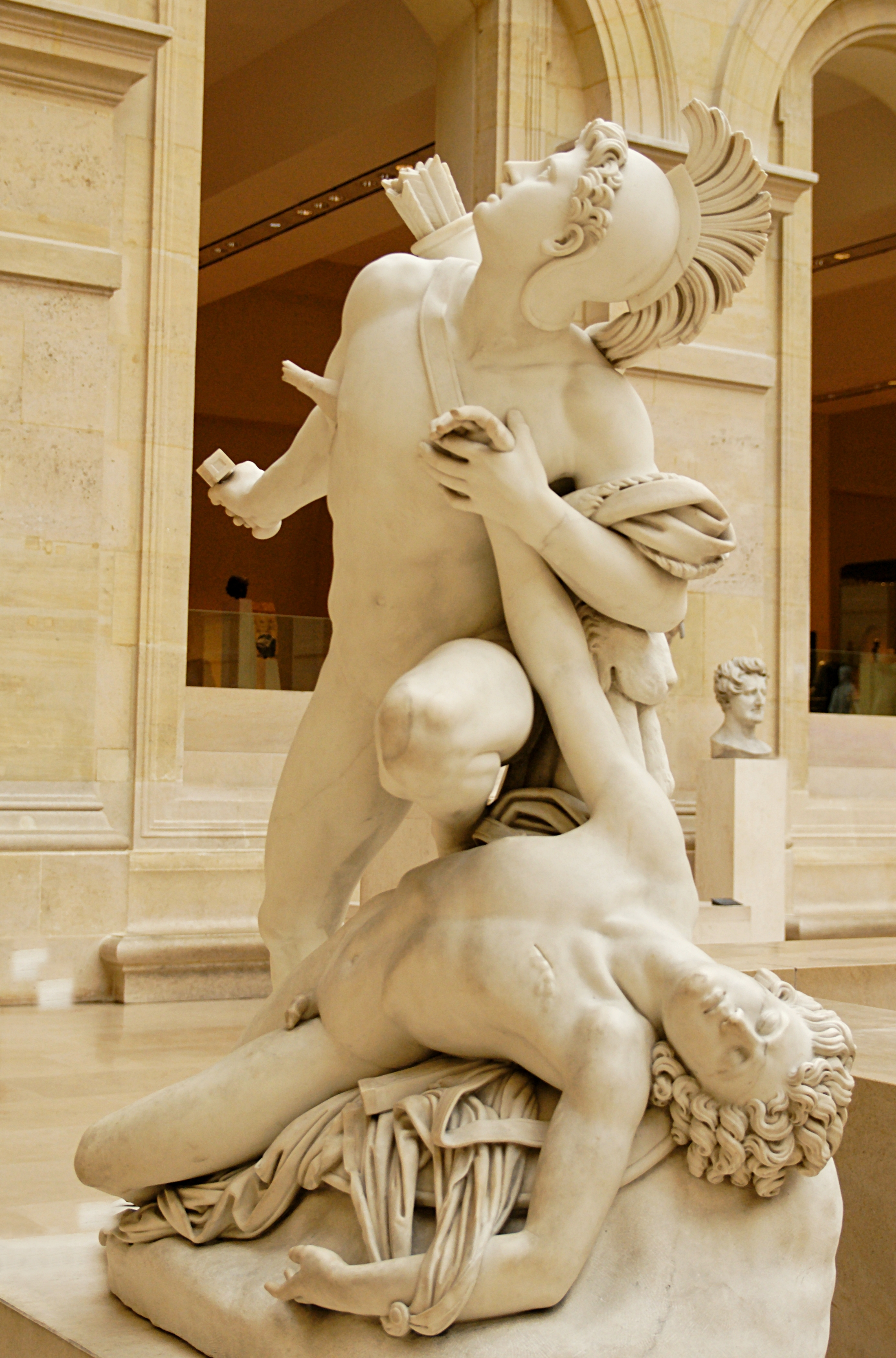
Nisus và Euryalus (1827) tác giả Jean-Baptist Roman, Bảo tàng Louvre

Nhiều thần thoại và chuyện kể tôn giáo bao gồm những chuyện về tình cảm lãng mạn hoặc tình dục giữa những nhân vật đồng giới hoặc hành động siêu phàm đặc trưng làm thay đổi giới tính của nhân vật. Những thần thoại này được giải thích là một dạng biểu hiện đồng tính, song tính và hoán tính và những khái niệm hiện đại về giới tính và tình dục được dùng trong trường hợp này. Nhiều thần thoại quy cho thượng đế hoặc một lực lượng siêu nhiên đã dẫn đến đồng tính luyến ái và thay đổi giới tính ở con người. Điều này xuất hiện trong những thần thoại mà thượng đế dạy con người về thói quen tình dục đồng giới hoặc các câu chuyện kể về nguyên nhân của hoán tính và đồng tính.
Chủ đề đồng tính, song tính và hoán tính trong thần thoại phương Tây đã được biết từ lâu và là chủ đề của các nghiên cứu lớn. Áp dụng nghiên cứu giới và lý thuyết đồng tính vào thần thoại ở vùng khác thì ít phát triển hơn, nhưng đã phát triển từ cuối thế kỷ 20. Những thần thoại thường có đồng tính, song tính luyến ái và hoán tính như một biểu tượng của những trải nghiệm thiêng liêng và thần thánh. Devdutt Pattanaik viết rằng thần thoại đã "ghi nhận sự biểu hiện tập thể của một dân tộc mà họ không ý thức được" và rằng nó thể hiện niềm tin sâu xa về những biến thể tình dục có thể khác lạ với những đạo đức xã hội bị kìm nén.

## Thần thoại châu Âu

### Hy Lạp-La Mã
Hy Lạp-La Mã có đặc trưng tình yêu đồng giới nam trong nhiều thần thoại. Những thần thoại này được mô tả là có ảnh hưởng quan trọng đến văn học đồng tính, song tính và hoán tính phương Tây với những thần thoại thường xuyên được viết lại và các mối quan hệ và nhân vật giữ vai trò biểu tượng. Đồng tính nữ ít thấy trong các thần thoại này. Những lệ thường đồng tính của người Hy Lạp bao gồm những biểu hiện đẹp đẽ và hiến dâng mình cho tình yêu. 
| - Achilles và Patroclus - Achilles và Troilus - Agamemnon và Argynnus - Agathaidas và Phalanthus - Ameinias và Narcissus - Apollo và Hyacinth - Apollo và Hymenaios - Chrysippus và Laius - Daphnis và Pan | - Dionysus và Ampelos - Dionysus và Prosymnus - Euryalus và Nisus - Heracles và Abderus - Heracles và Hylas - Heracles và Iolaus - Ianthe và Iphis | - Poseidon và Pelops - Polyeidos và Glaucus - Orpheus và the Thracians - Orpheus và Kalais - Silvanus và Cyparissus - Zeus và Ganymede |

Thần bảo trợ của lưỡng tính và người chuyển giới là Dionysus hay còn gọi là thần rượu Nho, một vị thần thai nghén trong đùi của cha mình Zeus, sau khi mẹ chàng qua đời vì bị sét đánh bởi Zeus. Những vị thần khác đôi khi được coi là thần của tình yêu đồng tính giữa nam giới, chẳng hạn là nữ thần tình yêu Aphrodite và các vị thần trong đoàn tùy tùng của mình, chẳng hạn như các Erotes: Eros, Himeros và Pothos cũng là một phần của một bộ ba của vị thần đó đã đóng vai trò trong quan hệ cùng giới, cùng với Heracles và Hermes, vị thần ban cho phẩm chất của sắc đẹp (và sự trung thành), sức mạnh và khả năng hùng biện, tương ứng, vào những người yêu thích nam giới.

## Châu Á

### Trung Hoa

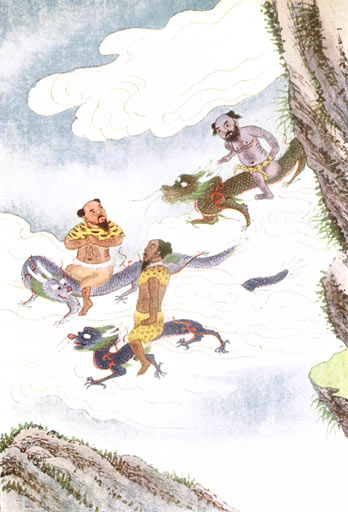
Thần rồng, trong Thần thoại và truyền thuyết Trung Hoa năm 1922, tác giả E. T. C. Werner. Rồng đôi khi cưỡng dâm những người đàn ông lớn tuổi.

Thần thoại Trung Hoa được mô tả là "phong phú về đồng tính luyến ái". Những truyện thần thoại và dân gian Trung Hoa phản ảnh quan niệm Trung Hoa cổ xưa về đồng tính hơn là quan niệm hiện đại. Những thần thoại này bị ảnh hưởng mạnh bởi niềm tin tôn giáo đặc biệt là Đạo giáo và Khổng giáo và sau đó là Phật giáo.
Trước Đạo giáo và Khổng giáo, trong truyền thống Trung Hoa, Tát Mãn giáo (shamanistic) đóng vai trò chủ đạo với phần lớn các vu (shaman) là nữ. Tình yêu đồng giới nam được cho là bắt nguồn từ thần thoại phía Nam nên đồng tính đôi khi còn được gọi là "gió phương Nam". Từ giai đoạn này, nhiều vị thần được gán với đồng tính, song tính và hoán tính bao gồm Chou Wang, Lam Thái Hòa, Shan Gu, Hạ Vũ và Cổn (Gun).
Truyện về Thỏ nhi thần (Hồ Thiên Bảo) cũng liên quan đến đồng tính ái.
Mặc dù vậy, một số trường học đã coi hành vi vi phạm đồng tính luyến ái tình dục thông qua lịch sử.